# Gmina Raba Wyżna
Gmina Raba Wyżna je gmina v okrese Nowy Targ, který je součástí Malopolského vojvodství. Sídlem gminy je Raba Wyżna. V roce 2007 žilo v této gmině 13 632 obyvatel.

## Struktura povrchu
Podle údajů z roku 2002 má gmina Raba Wyżna rozlohu 88,28 km², z toho je:
- zemědělská půda: 55%
- lesní půda: 38%

Obec představuje 5,99% rozlohy okresu.

## Starostenství
V administrativních hranicích gminy Raba Wyżna se nachází tato starostenství: 
- Raba Wyżna
- Skawa
- Rokiciny Podhalańskie
- Sieniawa
- Bielanka
- Podsarnie
- Harkabuz
- Bukowina-Osiedle